# Carlos III del Reino Unido
Carlos III del Reino Unido (Carlos Felipe Arturo Jorge, Londres, 14 de noviembre de 1948) es el rey del Reino Unido y soberano de los otros catorce reinos que forman parte de la Mancomunidad de Naciones, desde el 8 de septiembre de 2022, tras la muerte de su madre, la reina Isabel II.
Ha sido el heredero de la Corona y el príncipe de Gales con más años de servicio y, a los 73 años, se convirtió en la persona de mayor edad en acceder al trono británico, superando al rey Guillermo IV, quien había sido proclamado a los 64 años, en 1830.
Carlos nació en el Palacio de Buckingham durante el reinado de su abuelo materno, el rey Jorge VI. En 1952, cuando Carlos contaba tres años de edad, su madre ascendió al trono, lo que le convirtió en heredero. En 1958, fue nombrado príncipe de Gales, y su investidura tuvo lugar en 1969. Recibió su educación en las escuelas Cheam y Gordonstoun, siguiendo los pasos de su padre, el príncipe Felipe, duque de Edimburgo. Además, pasó seis meses en el campus Timbertop de Geelong Grammar School en Victoria, Australia. Después de obtener una licenciatura en Artes de la Universidad de Cambridge, Carlos sirvió en la Fuerza Aérea y la Marina desde 1971 hasta 1976. En 1981, contrajo matrimonio con lady Diana Spencer, con quien tuvo dos hijos, Guillermo y Enrique. Sin embargo, en 1996, la pareja se divorció tras verse envuelta en relaciones extramatrimoniales ampliamente divulgadas por los medios. Trágicamente, Diana falleció en un accidente automovilístico al año siguiente. En 2005, Carlos contrajo matrimonio con su pareja de muchos años, Camilla Shand (anteriormente conocida como Parker Bowles).
Como príncipe de Gales, Carlos asumió responsabilidades y compromisos oficiales en nombre de la reina. En 1976, fundó la organización benéfica juvenil The Prince's Trust, la cual ha sido un punto de apoyo crucial para la juventud. Además, patrocina The Prince's Charities y es un defensor de más de 400 otras organizaciones benéficas y entidades, mostrando así su compromiso con el bienestar de la sociedad británica. 
Carlos ha sido un ferviente defensor de la conservación de edificios históricos y ha destacado la importancia de la arquitectura en la sociedad. Criticando el enfoque modernista, dedicó esfuerzos significativos en la creación de Poundbury, una innovadora ciudad experimental que refleja sus preferencias arquitectónicas.
Además de su trabajo filantrópico y arquitectónico, Carlos es un prolífico autor y coautor de más de 20 libros. Su compromiso con el medio ambiente se refleja en su apoyo a la agricultura orgánica y su activismo en la lucha contra el cambio climático durante su gestión como administrador de las propiedades del Ducado de Cornualles. Este compromiso le ha valido premios y reconocimiento por parte de grupos ambientalistas.

## Primeros años

### Nacimiento

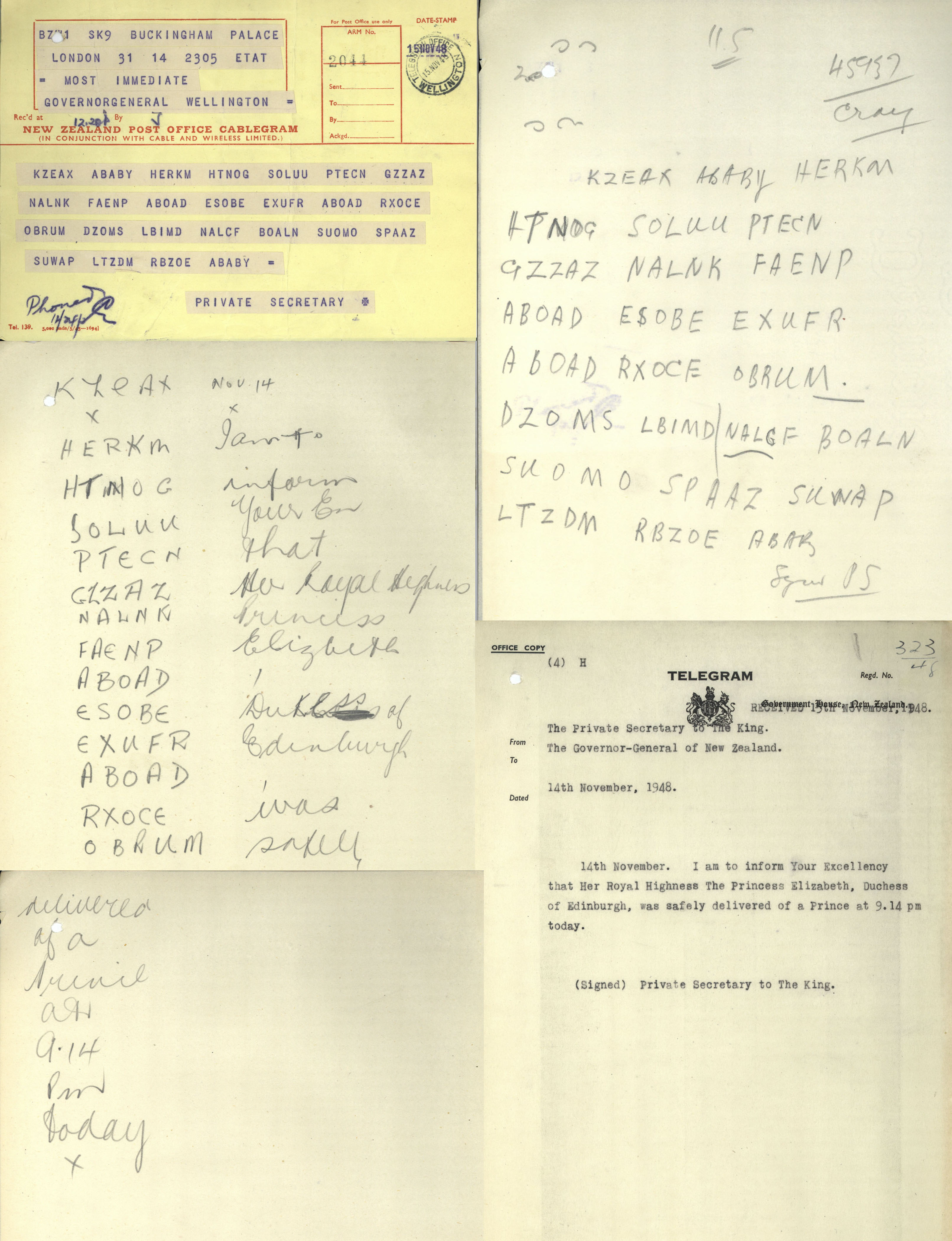
Telegrama que anunció en Nueva Zelanda el nacimiento del príncipe Carlos. Los gobernadores de varios territorios británicos recibieron papeles de este tipo.

Carlos nació el 14 de noviembre de 1948 en el Palacio de Buckingham, ubicado en Londres. Hijo de la entonces princesa Isabel, quien más tarde se convertiría en la reina Isabel II, y del príncipe Felipe, duque de Edimburgo. Su abuelo materno era el monarca reinante Jorge VI del Reino Unido. Carlos fue bautizado en el Salón de Música del Palacio de Buckingham el 15 de diciembre de ese mismo año, en una ceremonia presidida por el arzobispo de Canterbury, Dr. Geoffrey Fisher. Entre sus padrinos se encontraban su abuelo, el rey Jorge VI, su bisabuela, María, la reina madre, así como la princesa Margarita, la marquesa de Milford Haven, su tío abuelo David Bowes-Lyon, Lady Brabourne, el rey Haakon VII de Noruega y el príncipe Jorge de Grecia.
Según la patente real emitida por su bisabuelo, el rey Jorge V, los títulos de príncipe y princesa de Gran Bretaña, junto con el tratamiento de alteza real, se reservaban exclusivamente para los hijos y nietos por línea paterna del monarca, así como para los hijos del hijo mayor del príncipe de Gales. Como descendiente por línea materna, en su nacimiento, Carlos debería haber ostentado el título de cortesía de conde de Merioneth, como primogénito del duque de Edimburgo. Sin embargo, esos títulos fueron otorgados a los hijos de la princesa Isabel y el príncipe Felipe mediante una patente real emitida por Jorge VI el 22 de octubre de 1948. Esta acción permitió que los hijos de la heredera presuntiva al trono recibieran un rango real, aunque esto no se aplicó a la hija menor del rey, la princesa Margarita. Por lo tanto, desde su nacimiento, Carlos fue conocido como Su Alteza Real el príncipe Carlos de Edimburgo.

### Niñez y juventud

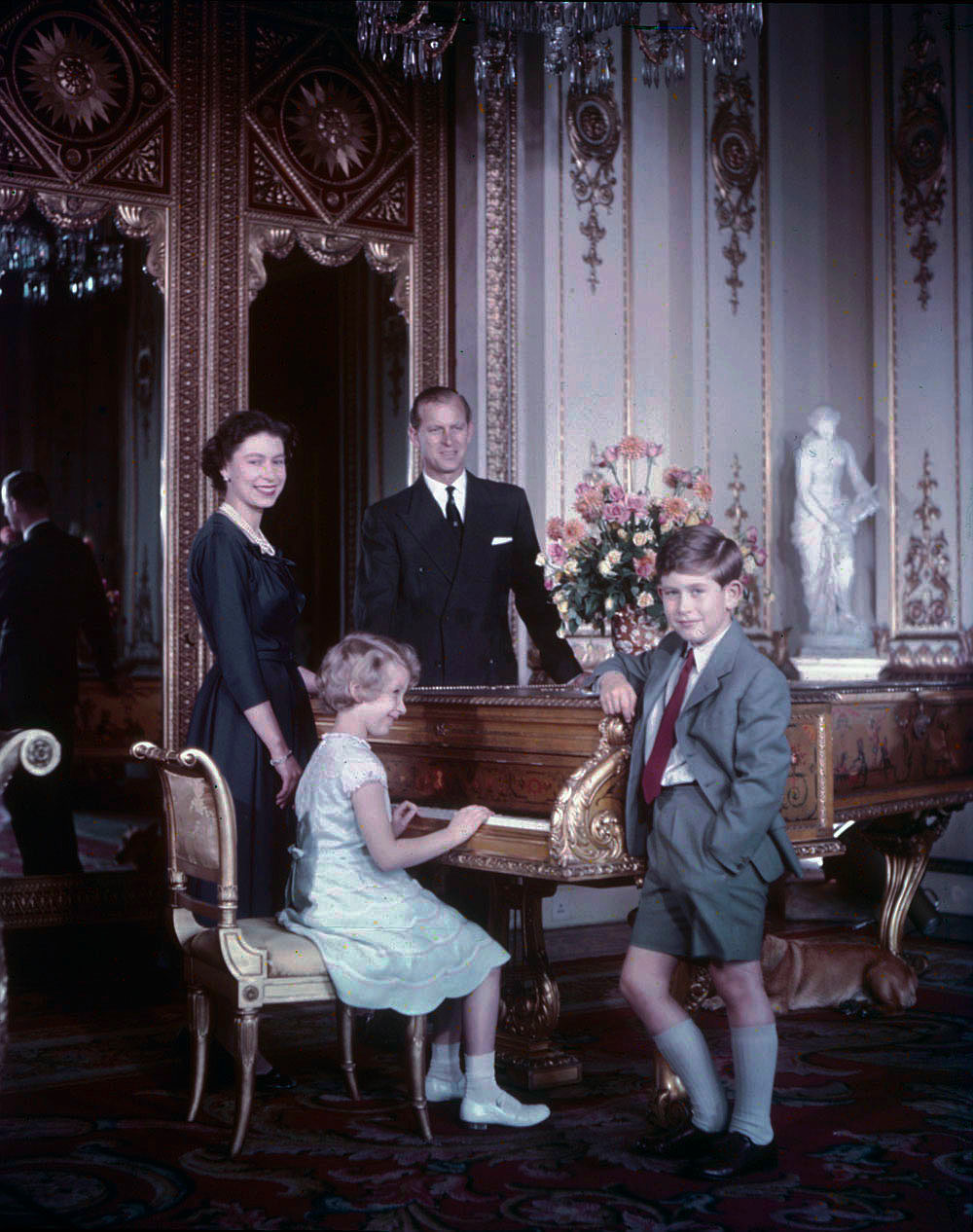
Carlos con su madre, padre y hermana. Foto de su niñez tomada en 1957

En 1952, Carlos presenció el ascenso de su madre al trono británico como la reina Isabel II, cuando él tenía apenas tres años de edad. Su participación en uno de los momentos más emblemáticos de la historia de la monarquía británica, la coronación de su madre en 1953 en la Abadía de Westminster, fue significativa. Durante la ceremonia, Carlos se sentó junto a su abuela, Isabel, la reina madre, y su tía, la princesa Margarita. 
Una vez que se convirtió en el heredero directo al trono, Carlos recibió de inmediato el título de duque de Cornualles, conforme a un estatuto establecido por el rey Eduardo III para el primer hijo varón de un monarca, con el tratamiento de "su alteza real". Posteriormente, el 26 de julio de 1958, fue investido con el título de príncipe de Gales. En Escocia, ostentaba el título de duque de Rothesay, además de los títulos de conde de Carrick, barón Renfrew, señor de las Islas y príncipe y gran senescal de Escocia.
Siguiendo la costumbre típica de la clase alta en aquel entonces, se designó a una institutriz, Catherine Peebles, para supervisar la educación de Carlos desde los cinco hasta los ocho años. Sin embargo, en un notable cambio, en 1955 el Palacio de Buckingham anunció que asistiría a la escuela en lugar de continuar con un tutor privado, convirtiéndolo así en el primer príncipe heredero en ser educado de esa manera. 
El 7 de noviembre de 1956, inició su educación en la escuela Hill House, ubicada en el oeste de Londres. Durante su tiempo en la escuela, Carlos no fue objeto de trato preferencial por parte del fundador y director, Stuart Townend. De hecho, Townend aconsejó a la reina que Carlos participara en juegos de fútbol, argumentando que en el campo de juego los niños no hacían distinciones entre sí. 
Después, completó su educación en dos de las instituciones educativas donde su padre había estudiado: primero en Cheam Preparatory School en Berkshire, Inglaterra, a partir de 1958, y luego en Gordonstoun en el noreste de Escocia a partir de 1962. Gordonstoun, reconocida por su exigente plan de estudios, fue descrita por él como una especie de «Castillo de Colditz pero con kilt». Más tarde elogió la experiencia en Gordonstoun, afirmando que le proporcionó una profunda comprensión sobre sí mismo, sus habilidades y limitaciones. En una entrevista de 1975, expresó su satisfacción por haber asistido a Gordonstoun, desmintiendo las críticas sobre la severidad del ambiente educativo al describirlo como exagerado.
Durante 1966, Carlos pasó dos semestres en el campus Timbertop de Geelong Grammar School en Victoria, Australia. Durante su estancia, tuvo la oportunidad de explorar más allá de las aulas al visitar Papúa Nueva Guinea en un viaje escolar organizado por su tutor de historia, Michael Collins Persse. Más tarde, en 1973, reflexionó sobre ese tiempo en Timbertop, describiéndolo como la parte más gratificante de su educación. Al regresar a Gordonstoun, siguió el ejemplo de su padre al asumir el rol de prefecto en la escuela antes de su partida en 1967.
Al hablar sobre su experiencia educativa inicial, Carlos comentó posteriormente: «No disfruté la escuela tanto como podría haberlo hecho. Pero solo fue porque disfruto más estar en casa que en cualquier otro lugar».
Después de completar su educación secundaria en Gordonstoun, Carlos se matriculó en el Trinity College, donde inicialmente estudió antropología y arqueología. Sin embargo, en el segundo semestre de los años 1967-1968, decidió cambiar su enfoque académico a la historia. Durante este tiempo, también dedicó un semestre en la Universidad de Aberystwyth, donde trabajó con el profesor Edward Millward para aprender galés. Millward era reconocido por sus puntos de vista nacionalistas. Tras finalizar sus estudios, Carlos obtuvo el título de Master of Arts, convirtiéndose así en el primer miembro de la familia real británica y el primer príncipe heredero británico en poseer un título universitario.

## Vida pública como príncipe de Gales

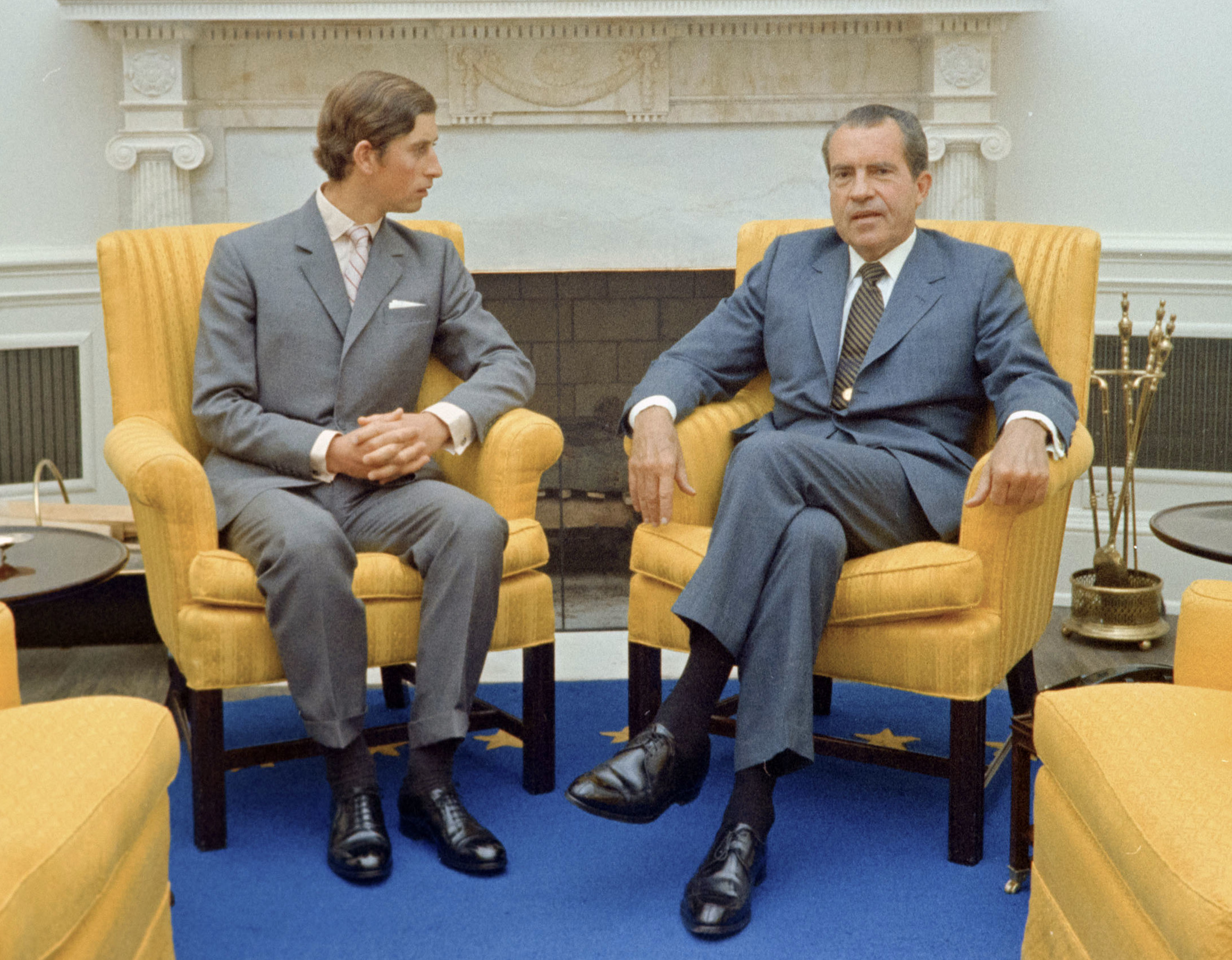
Carlos con el presidente estadounidense Richard Nixon durante una visita oficial a Estados Unidos en julio de 1970.

El 26 de julio de 1958, fue proclamado príncipe de Gales y conde de Chester. Sin embargo, la ceremonia de investidura no tuvo lugar hasta el 1 de julio de 1969, cuando su madre, la reina, lo coronó en una ceremonia televisada celebrada en el castillo de Caernarfon. En 1970, asumió su asiento en la Cámara de los Lores y pronunció su discurso inaugural en junio de 1974. A medida que avanzaba en su papel real, comenzó a desempeñar un papel más activo en la esfera pública. Fundó The Prince's Trust en 1976 y realizó un viaje a Estados Unidos en 1981.
En la década de 1970, manifestó su interés en servir como gobernador general de Australia, a sugerencia del primer ministro australiano Malcolm Fraser. Sin embargo, debido a la falta de apoyo público, la propuesta no llegó a concretarse. Sobre este rechazo, expresó su resignación ante la falta de entusiasmo del público, comentando: «Entonces, ¿qué se supone que debes pensar cuando estás preparado para hacer algo que ayude y simplemente te dicen que no te quieren?»
El 9 de septiembre de 2017, Carlos, príncipe de Gales, estableció un nuevo récord al superar la marca previamente ostentada por Eduardo VII como el príncipe de Gales con más años de servicio. Con 70 años y 214 días de servicio, se convirtió en el heredero británico con mayor edad y más años de servicio en la historia. Además, al ascender al trono del Reino Unido, se convirtió en la persona de mayor edad en hacerlo, superando así a Guillermo IV, quien tenía sesenta y cuatro años al asumir el reinado en 1830.

## Reinado
El 8 de septiembre de 2022, el palacio de Buckingham emitió un comunicado oficial anunciando el fallecimiento de la reina Isabel II mientras se encontraba en el castillo de Balmoral en Escocia. Siguiendo la tradición británica, el príncipe Carlos de Gales asumió el trono de forma inmediata y sin ceremonia previa. Dos días después, el 10 de septiembre de 2022, el Consejo de Ascensión del Reino Unido proclamó oficialmente el ascenso al trono del nuevo rey.
Posteriormente, el 11 de octubre de 2022, el Palacio de Buckingham anunció a través de un comunicado que la coronación del rey Carlos III se llevaría a cabo el 6 de mayo de 2023 en la Abadía de Westminster en Londres, cumpliendo así con la fecha prevista. La Coronación de Carlos III del Reino Unido y Camila se llevó a cabo en la Abadía de Westminster el 6 de mayo de 2023, tras años de planificación bajo el nombre en clave Operación Orbe Dorado. Aunque se había anticipado que la coronación de Carlos sería más simple que la de su madre en 1953, se esperaba que la ceremonia fuera «más breve, más íntima, menos costosa y representativa de diversas religiones y grupos comunitarios», reflejando el deseo del rey de honrar la diversidad étnica de la Gran Bretaña moderna.
Sin embargo, la coronación seguía siendo un ritual de la Iglesia de Inglaterra, que incluía elementos como el juramento de coronación, la unción, la entrega del orbe y la entronización. En julio, asistieron a un servicio nacional de acción de gracias en la Catedral de Edimburgo, donde se les otorgaron los Honores de Escocia.
Carlos III y Camilla realizaron tres visitas de Estado y recibieron a dos líderes extranjeros en Gran Bretaña. En noviembre de 2022, recibieron al presidente sudafricano, Cyril Ramaphosa, en la primera visita de Estado oficial a Gran Bretaña durante el reinado de Carlos. En marzo del año siguiente, el rey y la reina emprendieron una visita de Estado a Alemania, donde Carlos se convirtió en el primer monarca británico en dirigirse al Bundestag. De manera similar, en septiembre, se convirtió en el primer monarca británico en pronunciar un discurso desde la cámara del Senado de Francia durante su visita de Estado al país.

### Salud
En enero de 2024, se dio a conocer que el rey Carlos III se sometería a un «procedimiento correctivo» para tratar el agrandamiento benigno de la próstata. Este procedimiento y su período de recuperación llevarían al aplazamiento de algunos de sus compromisos públicos. Sin embargo, el 5 de febrero de 2024, la Casa Real anunció que durante el tratamiento de la próstata se descubrió la presencia de cáncer. Aunque el comunicado no especificaba el tipo de cáncer diagnosticado, se indicó que no se trataba de cáncer de próstata. En consecuencia, el rey suspendería sus apariciones públicas mientras recibía tratamiento.

## Intereses sociales

### Filantropía y caridad
Desde que fundó The Prince's Trust en 1976, estableció dieciséis organizaciones benéficas más.  Desempeña el cargo de presidente de todas ellas. Juntas, forman una alianza flexible llamada The Prince's Charities, que se describe a sí misma como «La empresa benéfica de causas múltiples más grande del Reino Unido; recaudó más de 100 millones de libras esterlinas al año... [y está] activa en una amplia rama de áreas que incluyen la educación y los jóvenes, la sostenibilidad ambiental, la construcción de un mejor medio ambiente, y negocios y empresas responsables e internacionales».
En 2010, The Prince's Charities se estableció en Canadá para las mismas causas por las que ya apoyaba en Reino Unido. También es patrocinador de más de cuatrocientas organizaciones benéficas y organizaciones, y lleva a cabo tareas relacionadas con estas en todos los países de la Mancomunidad; por ejemplo, utiliza sus giras por Canadá como una forma de ayudar a llamar la atención sobre los jóvenes, los discapacitados, el medio ambiente, las artes, la medicina, los ancianos, la conservación del patrimonio y la educación. En Canadá, apoyó proyectos humanitarios. Junto con sus dos hijos, participó en las ceremonias que marcaron el Día Internacional para la Eliminación de la Discriminación Racial de 1998. En 2014 también creó The Prince's Charities en Australia. The Prince's Charities Australia proporcionará una presencia coordinadora para los esfuerzos benéficos internacionales y australianos del príncipe de Gales.

## Vida privada

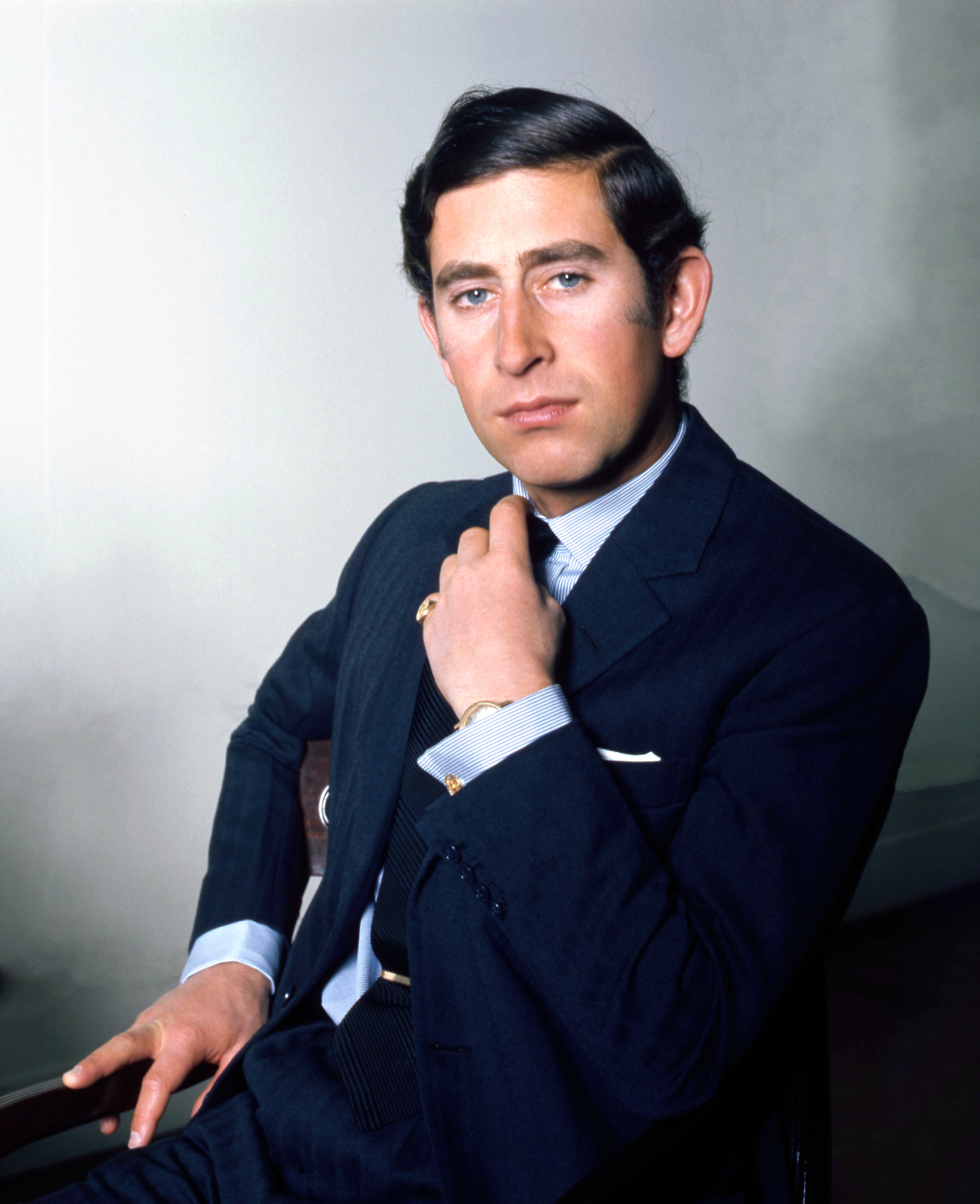
Carlos príncipe de Gales fotografiado por Allan Warren en 1974.

En su juventud, estuvo vinculado sentimentalmente a varias jóvenes. Entre sus novias figuran: Georgiana Russell, la hija de John Russell, embajador británico en España; lady Jane Wellesley, la hija del octavo duque de Wellington; Davina Sheffield; lady Sarah Spencer, hermana de lady Diana Spencer (quien sería su primera esposa); y Camilla Shand, su futura segunda esposa.
A principios de 1974, recomendado por su tío abuelo Luis Mountbatten, comenzó a mantener correspondencia sobre un posible matrimonio con Amanda Knatchbull, que era, a su vez, nieta del propio Luis. Carlos le escribió a la madre de Amanda, Lady Brabourne, quien también era su madrina, expresando interés en su hija, a lo que ella respondió con aprobación, aunque sugirió que era prematuro un noviazgo con la joven que aún no tenía diecisiete años. 
Cuatro años después, su tío abuelo organizó que Amanda y él acompañaran a Carlos en su gira de 1980 por la India. Ambos padres, sin embargo, objetaron; Felipe temía que Carlos fuera eclipsado por su famoso tío (que había sido el último virrey británico de la India y su primer gobernador general), mientras que Lord Brabourne advirtió que una visita conjunta concentraría la atención de los medios en los primos antes de que pudieran decidir convertirse en pareja. Sin embargo, en agosto de 1979, antes de su partida solo hacia la India, su tío abuelo fue asesinado. Cuando regresó, le propuso matrimonio a Amanda, pero además de su abuelo, ella había perdido a su abuela paterna y al hermano menor Nicolás en el ataque con bomba y ahora se mostraba reacia a unirse a la familia real. 
En 1977, un informe de un periódico anunció por error su compromiso con la princesa María Astrid de Luxemburgo. 

### Primer matrimonio

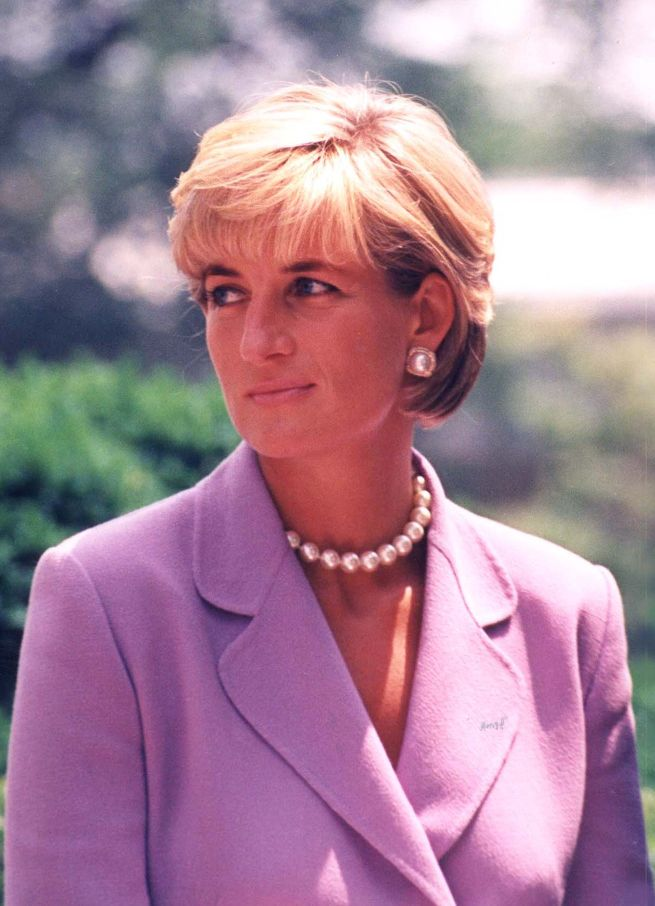
Diana, princesa de Gales

El 29 de julio de 1981 contrajo matrimonio en la catedral de San Pablo de Londres con la aristócrata lady Diana Spencer, hija del conde de Spencer, quien se desempeñaba como profesora de guardería. Todas las casas reales asistieron al enlace con la excepción del rey de España Juan Carlos I, que fue obligado por el Gobierno español a declinar la invitación, ya que el viaje de novios de la pareja incluía una escala en la colonia británica de Gibraltar.
Tras el matrimonio, Diana se convirtió en Su Alteza Real la princesa de Gales, y se transformó en una estrella mediática, perseguida por la prensa e imitada incluso en su estilo de peinado. La princesa recibió también muchas críticas que afirmaban que poseía una personalidad inestable.
La unión matrimonial empezó a deteriorarse a fines de la década de 1980 de forma pública y para principios de la década de 1990 el distanciamiento entre ambos cónyuges fue evidente. La prensa sensacionalista aprovechó la situación para presentar a una solitaria y rebelde Lady Di (como era conocida popularmente) y dejar al príncipe de Gales como un ser aburrido sujeto a las rígidas costumbres monárquicas frente a la opinión pública.
En 1992 el matrimonio se separó de hecho, Carlos perdió mucha popularidad, debido sobre todo al escándalo conocido como «tampongate» en 1993 y de la entrevista concedida a la televisión nacional británica en 1994 de Diana en la que hizo pública su infidelidad antes de la separación con Camilla Parker Bowles, y que terminó en divorcio el 28 de agosto de 1996. Como consecuencia de éste, Diana perdió el tratamiento de alteza real, aunque conservó el título de princesa de Gales. El 31 de agosto de 1997, Diana murió en un accidente de automóvil en París. El papel de padre en solitario del príncipe Carlos, le hizo recuperar parte de la popularidad que había perdido con el inicio de su crisis matrimonial.
Para cuando murió su esposa, el príncipe y Camila ya estaban consolidado su relación de forma pública, aunque su matrimonio se demoró varios años.

### Divorcio
El 1 de mayo de 1994, la Casa Real anunció el «cese temporal de su convivencia matrimonial» con la princesa de Gales, afirmó que ello no significaba la separación definitiva y que permitía, mientras durase la separación, que Diana de Gales siguiera utilizando el título de princesa de Gales en su condición de consorte. Tras catorce años de matrimonio, se trasladó a otro domicilio en una urbanización cercana al antiguo domicilio de la pareja. Algunas informaciones al respecto fueron motivo de polémica mediática, como los presuntos problemas surgidos en relación con los hijos menores y, en mayor medida, el hecho de que, según la revista Time, por parte del príncipe se alegaba contra su mujer «consumo ocasional de alcohol» para justificar la solicitud de nulidad canónica.
En el mes de mayo de 1996, diversos medios de comunicación británicos afirmaron que podría anunciarse de forma inminente el divorcio del príncipe y Diana de Gales, noticia con la que se venía especulando desde el año anterior. El 13 de mayo de 1996 los abogados de ambas partes confirmaron en una nota de prensa que los príncipes de Gales habían iniciado los trámites de «mutuo y común acuerdo» con la firma de un convenio regulador. Aunque en este comunicado no se hizo mención a una solicitud de la nulidad eclesiástica del matrimonio, en la prensa se publicó que ya se podían haber iniciado los primeros pasos para obtenerla. El 3 de junio de 1996 el matrimonio firmó la ratificación del convenio de su divorcio ante un juez en el Juzgado de Familia número 22 de Londres. A los príncipes de Gales se les concedió el privilegio de acceder a la sede judicial por unas dependencias no abiertas al público para evitar ser vistos. Pocos días después, con la firma de la sentencia por parte del juez, se produjo el divorcio. El expediente del divorcio de los príncipes de Gales fue depositado en una caja fuerte de grado de seguridad IV perteneciente al juzgado en el que se tramitó el procedimiento. Esta medida, poco habitual, se adoptó para evitar que el expediente pudiese ser sustraído.
El 9 de julio de 1996 fue inscrito, en el Registro Civil de Inglaterra y Gales, el acuerdo de divorcio, quedando disuelto legalmente el matrimonio desde ese día, aunque ello no fue dado a conocer por la Casa Real hasta el 28 de agosto de 1996.

### Segundo matrimonio
Se comprometió con Camila Parker Bowles y la boda tuvo lugar en el Windsor Guildhall el sábado 9 de abril de 2005. Las multitudes se reunieron en las calles desde el amanecer antes del servicio y a la ceremonia asistieron altos miembros de la familia real.
Se realizó un servicio de oración y dedicación para orar por el matrimonio de Su Alteza Real Carlos, príncipe de Gales y Camila Parker Bowles. El servicio se realizó según el Libro de Oración Común, encabezado por el arzobispo de Canterbury Rowan Williams. Después del servicio de bendición, la pareja saludó a las personas que se habían alineado fuera de la capilla. El evento luego se trasladó a los apartamentos de Estado del Castillo de Windsor, donde la reina ofreció una recepción para varios invitados.
Pasaron su luna de miel en Birkhall, la casa de campo en Royal Deeside, Aberdeenshire, Escocia, heredada de la Reina Madre de Inglaterra, y luego se establecieron en Clarence House en Londres, cerca del Palacio de St. James.
El príncipe Enrique reveló en su libro autobiográfico que, junto a su hermano, el príncipe Guillermo, rogaron a su padre que no se casara con Camila.

## Controversias
Ha recibido cuestionamientos por algunas posibles actitudes racistas referidas a su nieto, también se afirma que aceptó una donación monetaria de la familia Bin Laden para su fundación benéfica, por su eventual participación en actos de corrupción y tráfico de influencias, así como por incurrir en maltrato y violencia de género contra su primera esposa, lady Di.

### Medicina alternativa

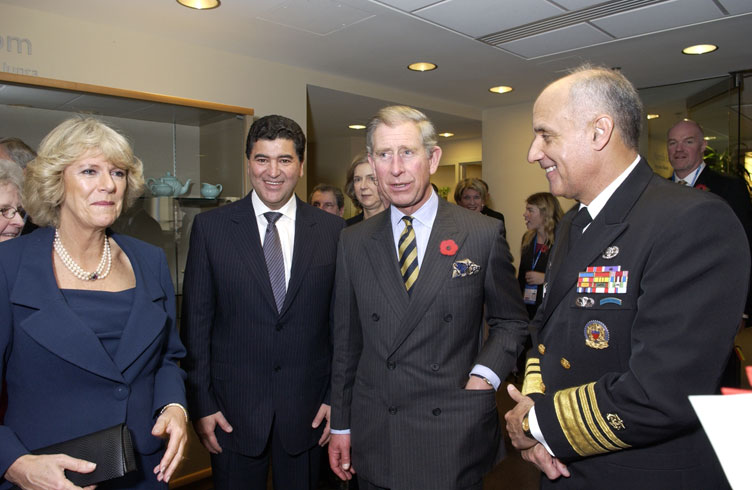
Carlos y Camila con el director de NIH Elias Zerhouni (segundo desde la izquierda) y el cirujano general Richard Carmona (derecha), noviembre de 2005

Carlos ha creado controversia al sostener una postura que apoya y defiende el uso de la medicina alternativa. Primero expresó públicamente su interés en la medicina alternativa en diciembre de 1982 en un discurso ante la Asociación Médica Británica (BMA). Este discurso fue visto como «combativo» y «crítico» de la medicina moderna, y algunos profesionales médicos expresaron su malestar al respecto del mismo. La "Prince's Foundation for Integrated Health" (FIH) atrajo la oposición de la comunidad científica y médica por su campaña que alentaba a los médicos generales a ofrecer tratamientos a base de hierbas y otros tratamientos alternativos a los pacientes del Servicio Nacional de Salud Británico.
En junio de 2004, durante un discurso ante profesionales de la salud en una conferencia, abogó por el uso de tratamientos de la terapia Gerson, como enemas de café, para tratar a pacientes con cáncer y dijo que conocía a un paciente con cáncer terminal que se curó gracias a ellos. Diciendo: "Sé de una paciente que recurrió a la Terapia Gerson cuando le dijeron que sufría de cáncer terminal y que no sobreviviría a otro ciclo de quimioterapia. Felizmente, siete años después, está viva y bien". Estos comentarios generaron críticas de profesionales médicos como Michael Baum. En mayo de 2006, Carlos pronunció un discurso en la Asamblea Mundial de la Salud en Ginebra, instando a la integración de la medicina convencional y alternativa y abogando por la homeopatía.
En abril de 2008, The Times publicó una carta de Edzard Ernst, profesor de Medicina Complementaria de la Universidad de Exeter, que pedía a la FIH que retirara dos guías que promovían la medicina alternativa, diciendo que "la mayoría de las terapias alternativas parecen ser clínicamente ineficaces y muchas son francamente peligrosas". Un orador de la FIH respondió a las críticas afirmando: "Rechazamos por completo la acusación de que nuestra publicación en línea "Complementary Healthcare: A Guide" contenga afirmaciones engañosas o inexactas sobre los beneficios de las terapias complementarias. Por el contrario, trata a las personas como adultos y adopta un enfoque responsable al alentar a las personas a buscar fuentes de información confiables. ... para que puedan tomar decisiones informadas. La fundación no promueve terapias complementarias". Ese año, Ernst publicó un libro con Simon Singh, burlonamente dedicado a "HRH el Príncipe de Gales", llamado Trick or Treatment: Alternative Medicine on Trial. El último capítulo es muy crítico hacia la defensa de Carlos de los tratamientos complementarios y alternativos.
La marca de productos orgánicos propiedad de Carlos "Duchy Originals" (Hoy llamada "Waitrose Duchy Organic") produjo una variedad de "productos medicinales complementarios", incluida una "tintura de desintoxicación" que Edzard Ernst denunció como "explotación financiera de los vulnerables" y " charlatanería absoluta". En 2009, la Autoridad de Normas de Publicidad del Reino Unido criticó un correo electrónico que Duchy Originals había enviado para anunciar sus productos Echina-Relief, Hyperi-Lift y Detox Tinctures diciendo que era engañoso. Carlos escribió personalmente al menos siete cartas a la Agencia Reguladora de Medicamentos y Productos para el Cuidado de la Salud (MHRA) poco antes de que relajaran las reglas que rigen el etiquetado de dichos productos a base de hierbas, una medida que ha sido ampliamente condenada por científicos y organismos médicos. En octubre de 2009, se informó que Carlos había presionado personalmente al Secretario de Salud, Andy Burnham, con respecto a proveer una mayor oferta de tratamientos alternativos en el NHS.
En abril de 2010, luego de irregularidades contables, un exfuncionario de la FIH y su esposa fueron arrestados por fraude por una suma que se cree asciende a 300.000 libras esterlinas. Cuatro días después, la FIH anunció su cierre, alegando que "había logrado su objetivo clave de promover el uso de la salud integrativa". El director financiero de la organización benéfica, el contador George Gray, fue declarado culpable de robo por un total de 253.000 libras esterlinas y condenado a tres años de prisión. La FIH fue subsecuentemente renombrada y relanzada más tarde en 2010 con el nombre de "The College of Medicine", y Carlos se convirtió en su patrocinador en 2019. En 2016, Carlos dijo en un discurso que usaba medicamentos veterinarios homeopáticos para reducir el uso de antibióticos en su granja. Recibió también críticas después de que el 27 de junio de 2019 se convirtiera en patrocinador de la Facultad de Homeopatía británica.

## Descendencia
- Guillermo, príncipe de Gales y duque de Cornualles y de Cambridge (nacido el 21 de junio de 1982). Ocupa el primer lugar en línea de sucesión al trono británico. Contrajo matrimonio el 29 de abril de 2011 en la Abadía de Westminster con Catherine Middleton (nacida el 9 de enero de 1982).
  - Príncipe Jorge de Gales (nacido el 22 de julio de 2013). Es el segundo en la línea de sucesión al trono británico y a los tronos de los dieciséis reinos independientes de la Mancomunidad de Naciones, tras su padre.
  - Princesa Carlota de Gales (nacida el 2 de mayo de 2015). Tercera en la línea de sucesión al trono británico.
  - Príncipe Luis de Gales (nacido el 23 de abril de 2018). Cuarto en la línea de sucesión al trono británico.
- Príncipe Enrique, duque de Sussex (nacido el 15 de septiembre de 1984). Ocupa el quinto lugar en línea de sucesión al trono británico. Contrajo matrimonio el 19 de mayo de 2018 en la capilla de San Jorge con Meghan Markle (nacida el 4 de agosto de 1981).
  - Príncipe Archie de Sussex (nacido el 6 de mayo de 2019). Sexto en la línea de sucesión al trono británico.
  - Princesa Lilibet de Sussex (nacida el 4 de junio de 2021). Séptima en la línea de sucesión al trono británico.

## Títulos, tratamientos y armas
| ● 14 de noviembre de 1948-6 de febrero de 1952: | Su alteza real el príncipe Carlos de Edimburgo                              |
| ● 6 de febrero de 1952-8 de septiembre de 2022: | Su alteza real - el duque de Cornualles - el duque de Rothesay (en Escocia) |
| ● 26 de julio de 1958-8 de septiembre de 2022:  | Su alteza real el príncipe de Gales                                         |
| ● 8 de septiembre de 2022-presente:             | Su majestad el rey                                                          |

#### Título oficial
Su majestad, Carlos III, por la gracia de Dios, del Reino Unido de Gran Bretaña e Irlanda del Norte, y de sus otros Reinos y Territorios, Rey, Jefe de la Mancomunidad de las Naciones, Defensor de la Fe.
Ostentó, entre otros, los títulos de príncipe de Gales y conde de Chester, duque de Cornualles, duque de Rothesay, conde de Carrick, barón de Renfrew, señor de las Islas y príncipe y gran senescal de Escocia. Tras la muerte de su padre, se convirtió también en duque de Edimburgo, conde de Merioneth y barón Greenwich.
Militarmente, ostenta el rango de mariscal de campo del Ejército británico, almirante de la flota de la Royal Navy y mariscal de la Royal Air Force (2012).

### Escudo

#### Como monarca del Reino Unido
Tras la muerte de su madre, el príncipe Carlos se convirtió en el rey Carlos III y, por lo tanto, heredó el escudo de armas real del Reino Unido.
|  | Las armas reales: «Escudo cuartelado, en el primero y el cuarto, de gules, tres leones leopardados de oro, armados y linguados de azur; en el segundo, de oro, un león rampante de gules, linguado, y armado de azur, encerrado en un trechor de gules; en el tercero, de azur, un arpa de oro cordada de plata. El todo rodeado por la Jarretera. Por soportes terrazados de sinople, en la diestra, un león rampante y guardante, de oro, coronado de la Corona Tudor, en la siniestra un unicornio rampante de plata, linguado de gules y armado y crinado de oro, colletado y encadenado de lo mismo. Al timbre celada de oro forrada de gules, puesta de frente, adornada de lambrequines de oro y de armiños y sumada de la Corona Tudor, la corona sumada de un león leopardado de oro, armado y linguado de gules, coronado de la Corona Tudor, que es la cimera de Inglaterra. Al pie, por divisa Dieu et mon Droit, de oro, en una cinta de plata, sumada de un trébol de sinople, una rosa de gules y plata, hojada de sinople, y una flor de cardo de azur y de sinople, hojada de lo mismo.». \| \| Armas del rey Carlos III en Escocia «Escudo cuartelado, en el primero y el cuarto, de oro, un león rampante de gules, linguado, y armado de azur, encerrado en un trechor de gules; en el segundo, de gules, tres leones leopardados de oro, armados y linguados de azur; en el tercero, de azur, un arpa de oro cordada de plata. El todo rodeado por Orden del Cardo. Por soportes terrazados de sinople, en la diestra, un unicornio rampante de plata, linguado de gules y armado y crinado de oro, coronado, colletado y encadenado de lo mismo, sosteniendo la bandera de Escocia; y un león rampante y guardante, de oro, coronado de la Corona de San Eduardo, sosteniendo la bandera de Inglaterra, en la siniestra. Al timbre celada de oro forrada de gules, puesta de frente, adornada de lambrequines de oro y de armiños y sumada de la Corona de Escocia, la corona sumada de un león de gules, coronado y sosteniendo una espada y un cetro, que es la cimera de Escocia. Al pie, por divisa Nemo me impune lacessit, de oro, en una cinta de azur, sumada de flores de cardo de azur y de sinople, hojadas de lo mismo.». \| |
|  | Armas del rey Carlos III en Escocia «Escudo cuartelado, en el primero y el cuarto, de oro, un león rampante de gules, linguado, y armado de azur, encerrado en un trechor de gules; en el segundo, de gules, tres leones leopardados de oro, armados y linguados de azur; en el tercero, de azur, un arpa de oro cordada de plata. El todo rodeado por Orden del Cardo. Por soportes terrazados de sinople, en la diestra, un unicornio rampante de plata, linguado de gules y armado y crinado de oro, coronado, colletado y encadenado de lo mismo, sosteniendo la bandera de Escocia; y un león rampante y guardante, de oro, coronado de la Corona de San Eduardo, sosteniendo la bandera de Inglaterra, en la siniestra. Al timbre celada de oro forrada de gules, puesta de frente, adornada de lambrequines de oro y de armiños y sumada de la Corona de Escocia, la corona sumada de un león de gules, coronado y sosteniendo una espada y un cetro, que es la cimera de Escocia. Al pie, por divisa Nemo me impune lacessit, de oro, en una cinta de azur, sumada de flores de cardo de azur y de sinople, hojadas de lo mismo.». |

#### Como príncipe de Gales
|  | «Escudo cuartelado, en el primero y el cuarto, de oro, un león pasante de gules armado y linguado de azur; en el segundo y tercero, de gules, un león pasante de oro armado y linguado de azur; diferenciado con un lambel de plata de tres pendientes. Sobre el todo escusón con el escudo de Gales, timbrado con la corona de su título; el escudo sumado de la corona del príncipe de Gales». \| \| Armas del príncipe Carlos en Escocia Armas utilizadas como duque de Rothesay, heredero de la Corona de Escocia: «Escudo cuartelado, en el primero y tercero, de oro, una faja ajedrezada de plata y azur de tres órdenes y 33 piezas; en el segundo y cuarto, de plata, un navío de sable, arbolado de lo mismo; sobre el todo, en un escusón de oro, un león rampante de gules, linguado, y armado de azur, encerrado en un trechor de gules, el escusón diferenciado con un lambel de azur de tres pies». \| |
|  | Armas del príncipe Carlos en Escocia Armas utilizadas como duque de Rothesay, heredero de la Corona de Escocia: «Escudo cuartelado, en el primero y tercero, de oro, una faja ajedrezada de plata y azur de tres órdenes y 33 piezas; en el segundo y cuarto, de plata, un navío de sable, arbolado de lo mismo; sobre el todo, en un escusón de oro, un león rampante de gules, linguado, y armado de azur, encerrado en un trechor de gules, el escusón diferenciado con un lambel de azur de tres pies». |

### Estandartes

#### Como monarca
Tras la muerte de su madre, el príncipe Carlos se convirtió en rey Carlos III y, por lo tanto, adoptó el estandarte real. Esta bandera se usa para representar al rey no solo en el Reino Unido sino también en el extranjero cuando realiza visitas de Estado. Son las armas reales en forma de estandarte indiferenciadas, que fueron utilizadas por sucesivos monarcas británicos desde 1702.

Estandarte (excepto Escocia)
Estandarte en Escocia
Estandarte en Canadá

#### Como príncipe de Gales
Los estandartes utilizados variaban según dónde se encontrase. Su estandarte personal era el estandarte real del Reino Unido diferenciado en sus armas con un label de plata de tres pies, y al centro el escudo del Principado de Gales. Se utilizaba fuera de Gales, Escocia, Cornualles y Canadá, lugares donde poseía un estandarte diferente, y en todo el Reino Unido cuando actuaba a título oficial asociado con las Fuerzas Armadas británicas.

Estandarte real como príncipe de Gales
Estandarte real como duque de Cornualles
Estandarte para uso personal como príncipe de Gales
Estandarte para uso personal como duque de Rothesay
Estandarte real como príncipe de Gales para su uso en Canadá

## Cine y televisión
Carlos III ha sido interpretado y retratado en distintas películas y series de televisión. 
| Año       | Película o serie                                           | Intérprete         | Notas                                                                                     |
| 1982      | The royal romance of Charles and Diana                     | Christopher Baines |                                                                                           |
| 1992      | Carlos y Diana: Un palacio dividido (Unhappily ever after) |                    |                                                                                           |
| 1993      | Diana: Her true story                                      | David Threlfall    | Serie de TV basada en la biografía de Andrew Morton.                                      |
| 2006      | La Reina                                                   | Alex Jennings      |                                                                                           |
| 2006      | Flushed Away                                               |                    | En el álbum de fotos de El Sapo y el Príncipe, aparece una imagen que lo retrata de niño. |
| 2011      | William y Kate                                             | Ben Cross          |                                                                                           |
| 2011      | Guillermo y Kate: un romance real                          | Victor Garber      |                                                                                           |
| 2018      | Harry y Meghan: Un romance real (TV)                       | Menhaj Huda        |                                                                                           |
| 2019      | Meghan y Harry: Un enlace real (TV)                        | Menhaj Huda        |                                                                                           |
| 2019-2020 | The Crown T3-T4                                            | Josh O'Connor      |                                                                                           |
| 2022      | The Crown T5-T6                                            | Dominic West       |                                                                                           |

## Ancestros
| \| \| \| \| \| \| \| \| \| \| \| \| \| \| \| \| \| \| \| \| 16. Cristián IX de Dinamarca \| \| \| \| \| \| \| \| \| \| \| \| \| \| \| \| \| \| \| \| \| \| \| \| \| \| \| \| \| \| \| \| \| \| \| \| \| \| \| \| \| \| \| \| \| \| \| \| \| \| \| \| \| \| 8. Jorge I de Grecia \| \| \| \| \| \| \| \| \| \| \| \| \| \| \| \| \| \| \| \| \| \| \| \| \| \| \| \| \| \| \| \| \| \| \| \| \| \| \| \| \| \| \| \| \| \| \| \| \| \| \| \| \| \| 17. Luisa de Hesse-Kassel \| \| \| \| \| \| \| \| \| \| \| \| \| \| \| \| \| \| \| \| \| \| \| \| \| \| \| \| \| \| \| \| \| \| \| \| \| \| \| \| \| \| \| \| \| \| \| \| \| \| \| \| \| \| 4. Andrés de Grecia y Dinamarca \| \| \| \| \| \| \| \| \| \| \| \| \| \| \| \| \| \| \| \| \| \| \| \| \| \| \| \| \| \| \| \| \| \| \| \| \| \| \| \| \| \| \| \| \| \| \| \| \| \| \| \| \| \| 18. Constantino Nikoláyevich de Rusia \| \| \| \| \| \| \| \| \| \| \| \| \| \| \| \| \| \| \| \| \| \| \| \| \| \| \| \| \| \| \| \| \| \| \| \| \| \| \| \| \| \| \| \| \| \| \| \| \| \| \| \| \| \| 9. Olga Constantínovna de Rusia \| \| \| \| \| \| \| \| \| \| \| \| \| \| \| \| \| \| \| \| \| \| \| \| \| \| \| \| \| \| \| \| \| \| \| \| \| \| \| \| \| \| \| \| \| \| \| \| \| \| \| \| \| \| 19. Alejandra de Sajonia-Altenburgo \| \| \| \| \| \| \| \| \| \| \| \| \| \| \| \| \| \| \| \| \| \| \| \| \| \| \| \| \| \| \| \| \| \| \| \| \| \| \| \| \| \| \| \| \| \| \| \| \| \| \| \| \| \| 2. Felipe de Edimburgo \| \| \| \| \| \| \| \| \| \| \| \| \| \| \| \| \| \| \| \| \| \| \| \| \| \| \| \| \| \| \| \| \| \| \| \| \| \| \| \| \| \| \| \| \| \| \| \| \| \| \| \| \| \| 20. Alejandro de Hesse-Darmstadt \| \| \| \| \| \| \| \| \| \| \| \| \| \| \| \| \| \| \| \| \| \| \| \| \| \| \| \| \| \| \| \| \| \| \| \| \| \| \| \| \| \| \| \| \| \| \| \| \| \| \| \| \| \| 10. Luis de Battenberg \| \| \| \| \| \| \| \| \| \| \| \| \| \| \| \| \| \| \| \| \| \| \| \| \| \| \| \| \| \| \| \| \| \| \| \| \| \| \| \| \| \| \| \| \| \| \| \| \| \| \| \| \| \| 21. Julia de Hauke \| \| \| \| \| \| \| \| \| \| \| \| \| \| \| \| \| \| \| \| \| \| \| \| \| \| \| \| \| \| \| \| \| \| \| \| \| \| \| \| \| \| \| \| \| \| \| \| \| \| \| \| \| \| 5. Alicia de Battenberg \| \| \| \| \| \| \| \| \| \| \| \| \| \| \| \| \| \| \| \| \| \| \| \| \| \| \| \| \| \| \| \| \| \| \| \| \| \| \| \| \| \| \| \| \| \| \| \| \| \| \| \| \| \| 22. Luis IV de Hesse-Darmstadt \| \| \| \| \| \| \| \| \| \| \| \| \| \| \| \| \| \| \| \| \| \| \| \| \| \| \| \| \| \| \| \| \| \| \| \| \| \| \| \| \| \| \| \| \| \| \| \| \| \| \| \| \| \| 11. Victoria de Hesse-Darmstadt \| \| \| \| \| \| \| \| \| \| \| \| \| \| \| \| \| \| \| \| \| \| \| \| \| \| \| \| \| \| \| \| \| \| \| \| \| \| \| \| \| \| \| \| \| \| \| \| \| \| \| \| \| \| 23. Alicia del Reino Unido \| \| \| \| \| \| \| \| \| \| \| \| \| \| \| \| \| \| \| \| \| \| \| \| \| \| \| \| \| \| \| \| \| \| \| \| \| \| \| \| \| \| \| \| \| \| \| \| \| \| \| \| \| \| 1. Carlos III del Reino Unido \| \| \| \| \| \| \| \| \| \| \| \| \| \| \| \| \| \| \| \| \| \| \| \| \| \| \| \| \| \| \| \| \| \| \| \| \| \| \| \| \| \| \| \| \| \| \| \| \| \| \| \| \| \| 24. Eduardo VII del Reino Unido \| \| \| \| \| \| \| \| \| \| \| \| \| \| \| \| \| \| \| \| \| \| \| \| \| \| \| \| \| \| \| \| \| \| \| \| \| \| \| \| \| \| \| \| \| \| \| \| \| \| \| \| \| \| 12. Jorge V del Reino Unido \| \| \| \| \| \| \| \| \| \| \| \| \| \| \| \| \| \| \| \| \| \| \| \| \| \| \| \| \| \| \| \| \| \| \| \| \| \| \| \| \| \| \| \| \| \| \| \| \| \| \| \| \| \| 25. Alejandra de Dinamarca \| \| \| \| \| \| \| \| \| \| \| \| \| \| \| \| \| \| \| \| \| \| \| \| \| \| \| \| \| \| \| \| \| \| \| \| \| \| \| \| \| \| \| \| \| \| \| \| \| \| \| \| \| \| 6. Jorge VI del Reino Unido \| \| \| \| \| \| \| \| \| \| \| \| \| \| \| \| \| \| \| \| \| \| \| \| \| \| \| \| \| \| \| \| \| \| \| \| \| \| \| \| \| \| \| \| \| \| \| \| \| \| \| \| \| \| 26. Francisco de Teck \| \| \| \| \| \| \| \| \| \| \| \| \| \| \| \| \| \| \| \| \| \| \| \| \| \| \| \| \| \| \| \| \| \| \| \| \| \| \| \| \| \| \| \| \| \| \| \| \| \| \| \| \| \| 13. María de Teck \| \| \| \| \| \| \| \| \| \| \| \| \| \| \| \| \| \| \| \| \| \| \| \| \| \| \| \| \| \| \| \| \| \| \| \| \| \| \| \| \| \| \| \| \| \| \| \| \| \| \| \| \| \| 27. María Adelaida de Cambridge \| \| \| \| \| \| \| \| \| \| \| \| \| \| \| \| \| \| \| \| \| \| \| \| \| \| \| \| \| \| \| \| \| \| \| \| \| \| \| \| \| \| \| \| \| \| \| \| \| \| \| \| \| \| 3. Isabel II del Reino Unido \| \| \| \| \| \| \| \| \| \| \| \| \| \| \| \| \| \| \| \| \| \| \| \| \| \| \| \| \| \| \| \| \| \| \| \| \| \| \| \| \| \| \| \| \| \| \| \| \| \| \| \| \| \| 28. Claude Bowes-Lyon \| \| \| \| \| \| \| \| \| \| \| \| \| \| \| \| \| \| \| \| \| \| \| \| \| \| \| \| \| \| \| \| \| \| \| \| \| \| \| \| \| \| \| \| \| \| \| \| \| \| \| \| \| \| 14. Claude Bowes-Lyon \| \| \| \| \| \| \| \| \| \| \| \| \| \| \| \| \| \| \| \| \| \| \| \| \| \| \| \| \| \| \| \| \| \| \| \| \| \| \| \| \| \| \| \| \| \| \| \| \| \| \| \| \| \| 29. Frances Smith \| \| \| \| \| \| \| \| \| \| \| \| \| \| \| \| \| \| \| \| \| \| \| \| \| \| \| \| \| \| \| \| \| \| \| \| \| \| \| \| \| \| \| \| \| \| \| \| \| \| \| \| \| \| 7. Isabel Bowes-Lyon \| \| \| \| \| \| \| \| \| \| \| \| \| \| \| \| \| \| \| \| \| \| \| \| \| \| \| \| \| \| \| \| \| \| \| \| \| \| \| \| \| \| \| \| \| \| \| \| \| \| \| \| \| \| 30. Carlos Cavendish-Bentinck \| \| \| \| \| \| \| \| \| \| \| \| \| \| \| \| \| \| \| \| \| \| \| \| \| \| \| \| \| \| \| \| \| \| \| \| \| \| \| \| \| \| \| \| \| \| \| \| \| \| \| \| \| \| 15. Cecilia Cavendish-Bentinck \| \| \| \| \| \| \| \| \| \| \| \| \| \| \| \| \| \| \| \| \| \| \| \| \| \| \| \| \| \| \| \| \| \| \| \| \| \| \| \| \| \| \| \| \| \| \| \| \| \| \| \| \| \| 31. Luisa Burnaby \| \| \| \| \| \| \| \| \| \| \| \| \| \| \| \| \| \| \| \| \| \| \| \| \| \| \| \| \| \| \| \| \| \| \| \| \| \| \| \| \| \| \| \| \| \| \| \| \| \| \| \| |                                       |  |  |  |  |  |  |  |  |  |  |  |  |  |  |  |
| |                                       |  |  |  |  |  |  |  |  |  |  |  |  |  |  |  |
| | 16. Cristián IX de Dinamarca          |  |  |  |  |  |  |  |  |  |  |  |  |  |  |  |
| |                                       |  |  |  |  |  |  |  |  |  |  |  |  |  |  |  |
| |                                       |  |  |  |  |  |  |  |  |  |  |  |  |  |  |  |
| | 8. Jorge I de Grecia                  |  |  |  |  |  |  |  |  |  |  |  |  |  |  |  |
| |                                       |  |  |  |  |  |  |  |  |  |  |  |  |  |  |  |
| |                                       |  |  |  |  |  |  |  |  |  |  |  |  |  |  |  |
| | 17. Luisa de Hesse-Kassel             |  |  |  |  |  |  |  |  |  |  |  |  |  |  |  |
| |                                       |  |  |  |  |  |  |  |  |  |  |  |  |  |  |  |
| |                                       |  |  |  |  |  |  |  |  |  |  |  |  |  |  |  |
| | 4. Andrés de Grecia y Dinamarca       |  |  |  |  |  |  |  |  |  |  |  |  |  |  |  |
| |                                       |  |  |  |  |  |  |  |  |  |  |  |  |  |  |  |
| |                                       |  |  |  |  |  |  |  |  |  |  |  |  |  |  |  |
| | 18. Constantino Nikoláyevich de Rusia |  |  |  |  |  |  |  |  |  |  |  |  |  |  |  |
| |                                       |  |  |  |  |  |  |  |  |  |  |  |  |  |  |  |
| |                                       |  |  |  |  |  |  |  |  |  |  |  |  |  |  |  |
| | 9. Olga Constantínovna de Rusia       |  |  |  |  |  |  |  |  |  |  |  |  |  |  |  |
| |                                       |  |  |  |  |  |  |  |  |  |  |  |  |  |  |  |
| |                                       |  |  |  |  |  |  |  |  |  |  |  |  |  |  |  |
| | 19. Alejandra de Sajonia-Altenburgo   |  |  |  |  |  |  |  |  |  |  |  |  |  |  |  |
| |                                       |  |  |  |  |  |  |  |  |  |  |  |  |  |  |  |
| |                                       |  |  |  |  |  |  |  |  |  |  |  |  |  |  |  |
| | 2. Felipe de Edimburgo                |  |  |  |  |  |  |  |  |  |  |  |  |  |  |  |
| |                                       |  |  |  |  |  |  |  |  |  |  |  |  |  |  |  |
| |                                       |  |  |  |  |  |  |  |  |  |  |  |  |  |  |  |
| | 20. Alejandro de Hesse-Darmstadt      |  |  |  |  |  |  |  |  |  |  |  |  |  |  |  |
| |                                       |  |  |  |  |  |  |  |  |  |  |  |  |  |  |  |
| |                                       |  |  |  |  |  |  |  |  |  |  |  |  |  |  |  |
| | 10. Luis de Battenberg                |  |  |  |  |  |  |  |  |  |  |  |  |  |  |  |
| |                                       |  |  |  |  |  |  |  |  |  |  |  |  |  |  |  |
| |                                       |  |  |  |  |  |  |  |  |  |  |  |  |  |  |  |
| | 21. Julia de Hauke                    |  |  |  |  |  |  |  |  |  |  |  |  |  |  |  |
| |                                       |  |  |  |  |  |  |  |  |  |  |  |  |  |  |  |
| |                                       |  |  |  |  |  |  |  |  |  |  |  |  |  |  |  |
| | 5. Alicia de Battenberg               |  |  |  |  |  |  |  |  |  |  |  |  |  |  |  |
| |                                       |  |  |  |  |  |  |  |  |  |  |  |  |  |  |  |
| |                                       |  |  |  |  |  |  |  |  |  |  |  |  |  |  |  |
| | 22. Luis IV de Hesse-Darmstadt        |  |  |  |  |  |  |  |  |  |  |  |  |  |  |  |
| |                                       |  |  |  |  |  |  |  |  |  |  |  |  |  |  |  |
| |                                       |  |  |  |  |  |  |  |  |  |  |  |  |  |  |  |
| | 11. Victoria de Hesse-Darmstadt       |  |  |  |  |  |  |  |  |  |  |  |  |  |  |  |
| |                                       |  |  |  |  |  |  |  |  |  |  |  |  |  |  |  |
| |                                       |  |  |  |  |  |  |  |  |  |  |  |  |  |  |  |
| | 23. Alicia del Reino Unido            |  |  |  |  |  |  |  |  |  |  |  |  |  |  |  |
| |                                       |  |  |  |  |  |  |  |  |  |  |  |  |  |  |  |
| |                                       |  |  |  |  |  |  |  |  |  |  |  |  |  |  |  |
| | 1. Carlos III del Reino Unido         |  |  |  |  |  |  |  |  |  |  |  |  |  |  |  |
| |                                       |  |  |  |  |  |  |  |  |  |  |  |  |  |  |  |
| |                                       |  |  |  |  |  |  |  |  |  |  |  |  |  |  |  |
| | 24. Eduardo VII del Reino Unido       |  |  |  |  |  |  |  |  |  |  |  |  |  |  |  |
| |                                       |  |  |  |  |  |  |  |  |  |  |  |  |  |  |  |
| |                                       |  |  |  |  |  |  |  |  |  |  |  |  |  |  |  |
| | 12. Jorge V del Reino Unido           |  |  |  |  |  |  |  |  |  |  |  |  |  |  |  |
| |                                       |  |  |  |  |  |  |  |  |  |  |  |  |  |  |  |
| |                                       |  |  |  |  |  |  |  |  |  |  |  |  |  |  |  |
| | 25. Alejandra de Dinamarca            |  |  |  |  |  |  |  |  |  |  |  |  |  |  |  |
| |                                       |  |  |  |  |  |  |  |  |  |  |  |  |  |  |  |
| |                                       |  |  |  |  |  |  |  |  |  |  |  |  |  |  |  |
| | 6. Jorge VI del Reino Unido           |  |  |  |  |  |  |  |  |  |  |  |  |  |  |  |
| |                                       |  |  |  |  |  |  |  |  |  |  |  |  |  |  |  |
| |                                       |  |  |  |  |  |  |  |  |  |  |  |  |  |  |  |
| | 26. Francisco de Teck                 |  |  |  |  |  |  |  |  |  |  |  |  |  |  |  |
| |                                       |  |  |  |  |  |  |  |  |  |  |  |  |  |  |  |
| |                                       |  |  |  |  |  |  |  |  |  |  |  |  |  |  |  |
| | 13. María de Teck                     |  |  |  |  |  |  |  |  |  |  |  |  |  |  |  |
| |                                       |  |  |  |  |  |  |  |  |  |  |  |  |  |  |  |
| |                                       |  |  |  |  |  |  |  |  |  |  |  |  |  |  |  |
| | 27. María Adelaida de Cambridge       |  |  |  |  |  |  |  |  |  |  |  |  |  |  |  |
| |                                       |  |  |  |  |  |  |  |  |  |  |  |  |  |  |  |
| |                                       |  |  |  |  |  |  |  |  |  |  |  |  |  |  |  |
| | 3. Isabel II del Reino Unido          |  |  |  |  |  |  |  |  |  |  |  |  |  |  |  |
| |                                       |  |  |  |  |  |  |  |  |  |  |  |  |  |  |  |
| |                                       |  |  |  |  |  |  |  |  |  |  |  |  |  |  |  |
| | 28. Claude Bowes-Lyon                 |  |  |  |  |  |  |  |  |  |  |  |  |  |  |  |
| |                                       |  |  |  |  |  |  |  |  |  |  |  |  |  |  |  |
| |                                       |  |  |  |  |  |  |  |  |  |  |  |  |  |  |  |
| | 14. Claude Bowes-Lyon                 |  |  |  |  |  |  |  |  |  |  |  |  |  |  |  |
| |                                       |  |  |  |  |  |  |  |  |  |  |  |  |  |  |  |
| |                                       |  |  |  |  |  |  |  |  |  |  |  |  |  |  |  |
| | 29. Frances Smith                     |  |  |  |  |  |  |  |  |  |  |  |  |  |  |  |
| |                                       |  |  |  |  |  |  |  |  |  |  |  |  |  |  |  |
| |                                       |  |  |  |  |  |  |  |  |  |  |  |  |  |  |  |
| | 7. Isabel Bowes-Lyon                  |  |  |  |  |  |  |  |  |  |  |  |  |  |  |  |
| |                                       |  |  |  |  |  |  |  |  |  |  |  |  |  |  |  |
| |                                       |  |  |  |  |  |  |  |  |  |  |  |  |  |  |  |
| | 30. Carlos Cavendish-Bentinck         |  |  |  |  |  |  |  |  |  |  |  |  |  |  |  |
| |                                       |  |  |  |  |  |  |  |  |  |  |  |  |  |  |  |
| |                                       |  |  |  |  |  |  |  |  |  |  |  |  |  |  |  |
| | 15. Cecilia Cavendish-Bentinck        |  |  |  |  |  |  |  |  |  |  |  |  |  |  |  |
| |                                       |  |  |  |  |  |  |  |  |  |  |  |  |  |  |  |
| |                                       |  |  |  |  |  |  |  |  |  |  |  |  |  |  |  |
| | 31. Luisa Burnaby                     |  |  |  |  |  |  |  |  |  |  |  |  |  |  |  |
| |                                       |  |  |  |  |  |  |  |  |  |  |  |  |  |  |  |
| |                                       |  |  |  |  |  |  |  |  |  |  |  |  |  |  |  |